# Turibiu de Mongrovejo
Turibiu de Mongrovejo (Toribio Alfonso de Mogrovejo) (n. 16 noiembrie 1538, Mayorga, Prov. León, Spania -  d. 23 martie 1606, Saña, lângă Lima Peru) a fost un misionar catolic, episcop de Lima, sfânt catolic. 

## Viața
S-a născut în Spania în anul 1538 și a studiat teologia și dreptul canonic la Valladolid, Salamanca și Coimbra. Și-a încheiat studiile cu o Licență în Drept Canonic la Santiago de Compostela, în 1568 și un doctorat la Salamanca, în 1573. A fost Mare Inchizitor al Granadei (1573 - 1580). 
Ales episcop de Lima în anul 1580, a plecat în America de Sud. Înflăcărat de zel apostolic, a întrunit sinoade și concilii pentru promovarea vieții religioase în întreg ținutul. Sinodul din Lima (1582/83) a fost de importanță fundamentală pentru Biserica din întreaga Americă Latină. În urma acestui sinod a apărut prima carte tipărită pe continentul american (1584), un Catehism redactat în limbi indigene (Quechua, Aimara), de către José de Acosta. În 1590, Turibiu a întemeiat primul seminar de tip colegiu universitar din America, pe baza reformei tridentine. 
A apărat cu fermitate drepturile Bisericii, s-a ocupat cu râvnă de turma ce-i era încredințată, vizitând-o deseori și acordând o grijă deosebită indigenilor. Munca lui Turibiu a fost însă îngreunată din multe direcții: atât din partea clerului și călugărilor, cât și a regimului colonial. Administrația colonială cenzura drastic corespondența Episcopului, pentru a îngreuna comunicarea acestuia cu Roma. A fost unul din puținii care a încercat să pună în aplicare și în Lumea Nouă hotărârile Conciliului Tridentin, spre înnoirea Bisericii în întreaga Americă de Sud.
A murit în anul 1606. În 1679 a fost beatificat, iar în 1726, canonizat.
Este sărbătorit în Biserica Catolică la 23 martie.